# Observatorium Devasthal
Koordinaten: 29° 21′ 42,1″ N, 79° 41′ 6″ O
Das Observatorium Devasthal ist ein astronomisches Observatorium, das sich auf dem Berg Devasthal (Hindi देवस्थल, wörtlich „Wohnstätte Gottes“) in 2.450 m Höhe im Westlichen Himalaya im Distrikt Nainital im indischen Bundesstaat Uttarakhand befindet. Das Observatorium beherbergt mehrere große Spiegelteleskope und wird von dem Aryabhatta Research Institute of Observational Sciences (ARIES) geleitet.
Seit dem Jahr 2010 wird ein Teleskop mit 130 cm Apertur genutzt, im Jahr 2015 ist ein 360-cm-Teleskop hinzugekommen und ein 400-cm-Flüssigspiegel-Teleskop wurde ebenfalls errichtet. Der Ort weist ein astronomisches Seeing von 0,6" auf.
Das Observatorium hat auch ein Gästehaus für Studenten und Wissenschaftler.

Gebäude des 3,6 m Devasthal Optical Telescope
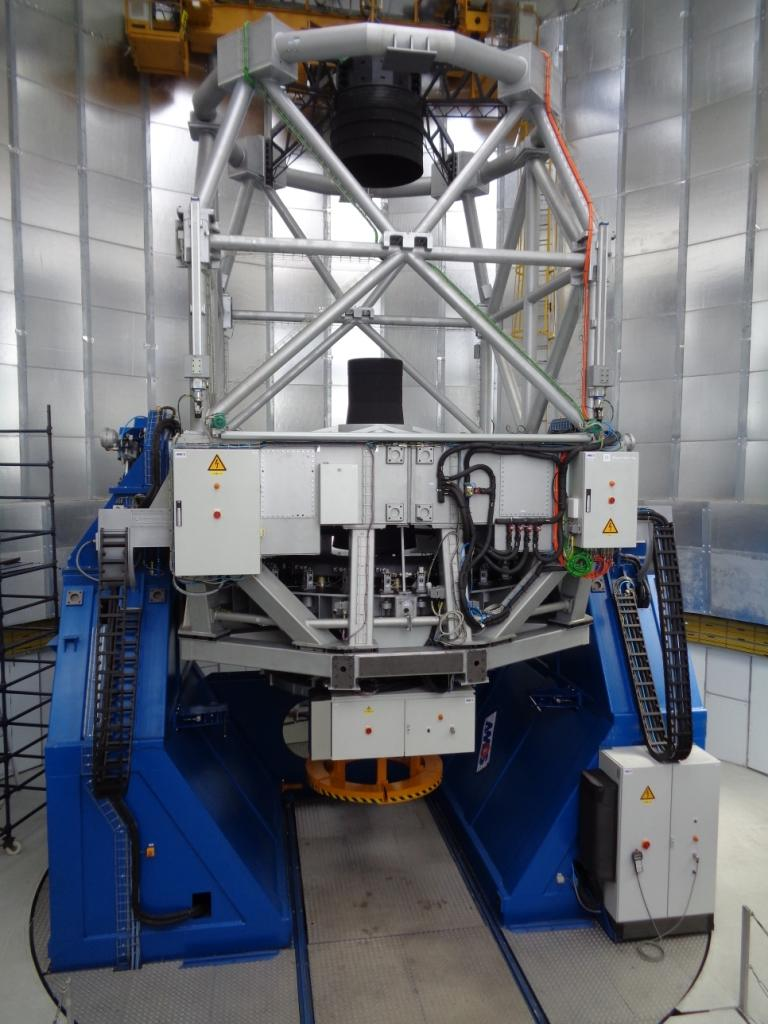
Das 3,6 m Devasthal Optical Telescope